# Tessie Reynolds
Teresa Tessie Reynolds (Brighton, 20 augustus 1876–Hertfordshire, 13 juli 1954) is een wielrenner uit het Verenigd Koninkrijk.
Ze werd bekend toen ze in 1893 als zestienjarige vanuit Brighton naar Londen en weer terug fietste, in een tijd van acht uur en achtendertig minuten. Het record werd het jaar daarop weer verbroken. De fietsrit kreeg vooral aandacht vanwege de kledingkeus van Reynolds, die in een broek en een jasje reed, waarmee ze openlijk de destijds heersende genderspecifieke kledingkeus ter discussie stelde. Deze kleding, een knielange knickerbocker en een lang, getailleerd jasje, was door haar zus gemaakt. 
Reynolds reed de rit niet alleen, ze werd door drie gangmakers begeleid, toen ze om vijf uur in de ochtend vertrok vanuit Brighton. Ze reed zonder te stoppen naar Hyde Park in Londen, waar ze om kwart over negen in de ochtend aankwam. Op de weg terug werd wel drie maal gestopt, en om acht over half twee was Reynolds terug in Brighton, na een fietsrit van 120 mijl. Haar record werd niet officieel geaccepteerd, omdat deze niet door een man was verreden. Wel kreeg de recordpoging veel aandacht in de pers, die niet altijd even positief was.